# スピノーゾ
スピノーゾ（イタリア語: Spinoso）は、イタリア共和国バジリカータ州ポテンツァ県にある、人口約1,400人の基礎自治体（コムーネ）。

## 地理

### 位置・広がり

#### 隣接コムーネ
隣接するコムーネは以下の通り。
- カステルサラチェーノ
- グルメント・ノーヴァ
- モンテムッロ
- サン・キーリコ・ラパーロ
- サン・マルティーノ・ダグリ
- サルコーニ